# 法蘭克·楊格 (英國生化學家)
法蘭克·喬治·楊格(英語：Frank George Young，（1908年3月25日—1988年9月20日）)，是著名英國生化學家，以在糖尿病方面的研究聞名。早年在倫敦大學學院取得化學及物理學位，畢業之後留校研究。